# Сиелис, Христос
Христос Сиелис (греч. Χρίστος Σιέλης; 2 февраля 2000, Пафос, Кипр) — кипрский футболист, защитник болгарского клуба «Левски» и сборной Кипра.

## Биография
Родился 2 февраля 2000 года в городе Пафос. Имеет старших братьев Гиоргоса (р. 1986) и Валентиноса (р. 1990), также ставших профессиональными футболистами.

### Клубная карьера
Сиелис покинул Кипр в 12 лет и переехал в академию лондонского «Арсенал» в Греции, где провёл 4 года. Затем переехал в Великобританию, где сначала присоединился к молодёжной команде «Гримсби Таун», а через год перешёл в «Шрусбери Таун». Дебютировал на профессиональном уровне 3 октября 2017 года в матче за Трофей Английской футбольной лиги против «Вест Бромвич Альбион U23». Всего в рамках турнира провёл три матча в двух разных сезонах, в Лиге 1 на поле не выходил. В сентябре 2018 года был отдан в аренду на один месяц в любительский клуб «Хейлсоуэн Таун».
Летом 2019 года подписал контракт с кипрским клубом АПОЭЛ. Дебютировал в чемпионате Кипра 28 октября, появившись на замену в игре с «Неа Саламина».

### Карьера в сборной
С 2016 года активно выступал за сборные Кипра в различных возрастных категориях. Был капитаном сборной до 19 лет.
За основную сборную Кипра дебютировал 7 октября 2020 года в товарищеском матче со сборной Чехии, в котором провёл на поле все 90 минут.

## Достижения
АПОЭЛ
- Обладатель Суперкубка Кипра: 2019